# Tom Sawyer (film 2011)
Tom Sawyer è un film del 2011 diretto da Hermine Huntgeburth e tratto dal romanzo Le avventure di Tom Sawyer di Mark Twain.

## Trama
Tom Sawyer è un ragazzino monello ,fidanzato con Becky Thatcher,il suo migliore amico è Hucklebberry Finn, un orfano vagabondo .
Un giorno i due diventano testimoni di un omicidio.

## Premi e nomination
| Anno | Manifestazione                    | Premio                  | Categoria                          | Ricevente                                           | Risultato       |
| ---- | --------------------------------- | ----------------------- | ---------------------------------- | --------------------------------------------------- | --------------- |
| 2012 | German Film Awards                | Film Award in Gold      | Outstanding Children or Youth Film | Boris Schönfelder e Neue Schönhauser Filmproduktion | Candidato/a     |
| 2012 | Guild of German Art House Cinemas | Guild Film Award - Gold | Children's Film                    | Hermine Huntgeburth                                 | Vincitore/trice |
| 2012 | Jupiter Award                     | Jupiter Award           | Miglior attrice tedesca            | Heike Makatsch                                      | Candidato/a     |
| 2012 | Jupiter Award                     | Jupiter Award           | Miglior attore tedesco             | Benno Fürmann                                       | Candidato/a     |

## Sequel
Nel 2012 è stato realizzato il film Le avventure di Huckleberry Finn, tratto dal romanzo omonimo e quindi sequel del film.